# Max Goof
Maximilian "Max" Goof es un personaje ficticio de Disney. Es el hijo de Goofy, con quien apareció inicialmente como "Goofy Jr." en algunos cortometrajes, hasta recibir el nombre de "Max" en la serie La Tropa Goofy, conservándolo en sus apariciones posteriores.

## Apariciones
Su primera aparición fue en el cortometraje Fathers Are People (Los padres son personas) el 21 de octubre de 1951, bajo el nombre de "Goofy Jr."
Ha aparecido algunas veces en las caricaturas de George Geef (identidad de Goofy durante la década de 1950), como "Goofy Jr." o "George Junior". En esas caricaturas, tenía pelo rojo y nariz rosa. En La tropa Goofy obtuvo su pelo negro, nariz negra y orejas largas así como el nombre "Max".
Su primera aparición en una película fue en A Goofy Movie, donde era el protagonista, siendo mostrado como un joven adolescente. Protagoniza también la secuela An Extremely Goofy Movie, donde tiene una edad aproximada de 18 años, comenzando la universidad con sus amigos. Tiene también apariciones como un niño en Mickey's Once Upon a Christmas, y con una edad aproximada a la de An Extremely Goofy en House of Mouse, donde trabajaba como aparcacoches, y en Mickey's Twice Upon a Christmas, donde aun asiste a la universidad.
En la serie Mickey Mouse Works aparece con su aspecto como "Goofy Jr." en la historia "How to Be a Baseball Fan", donde constantemente le roba una pelota de béisbol a su padre. Aunque en el spin-off House of Mouse tiene un aspecto adulto, también aparece con su aspecto de "Goofy Jr." en las historietas "Donald's Charmed Date", haciendo un cameo montado en una montaña rusa, y "Pit Crew", apareciendo brevemente conduciendo una bicicleta en una pista de coches de carreras.
En los Parques Disney es un personaje para conocer y saludar, apareciendo con su aspecto de La Tropa Goofy.
En la serie Patoaventuras de 2017, tuvo un cameo fotográfico en el episodio "Quack Pack!", apareciendo en algunas fotos del billetero de Goofy.